# Epitonium lamellosum
Epitonium lamellosum är en snäckart som först beskrevs av Jean-Baptiste Lamarck 1822.  Epitonium lamellosum ingår i släktet Epitonium och familjen vindeltrappsnäckor. Inga underarter finns listade i Catalogue of Life.